# Waterstofjodide
Waterstofjodide is een kleurloos gas, dat zeer goed in water oplost, waarbij een gele oplossing gevormd wordt. Het is een zeer sterk anorganisch zuur (de pKa bedraagt immers −11).

## Synthese
Industrieel wordt deze stof bereid door elektrolyse van de twee samenstellende enkelvoudige componenten in de gasfase, bij een temperatuur van 500 °C, in aanwezigheid van een platina-katalysator:
{\displaystyle {\ce {H2 + I2 -> 2HI}}}
Soms wordt ook de reactie van jood en hydrazine gebruikt:
{\displaystyle {\ce {N2H4 + 2I2 -> 4HI + N2}}}
Door het borrelen van waterstofsulfide doorheen een geconcentreerde oplossing van di-jood wordt een oplossing van waterstofjodide gevormd:
{\displaystyle {\ce {H2S + I2 -> 2HI + S}}}
Het gevormde waterstofjodide kan worden weggedestilleerd en het neergeslagen zwavel kan worden afgefiltreerd.
Daarnaast kan ook water en fosfortrijodide dit zuur vrijstellen:
{\displaystyle {\ce {PI3 + 3H2O -> H3PO3 + 3HI}}}
Nog een alternatief is het verhitten van een mengsel van di-jood en colofonium.

## Eigenschappen en reacties
Bij verwarmen ontleedt waterstofjodide in de enkelvoudige stoffen diwaterstof en di-jood:
{\displaystyle {\ce {2HI -> H2 + I2}}}
De hoge oplosbaarheid van waterstofjodide in water (425 liter gas lost op in 1 liter water), kan worden verklaard door de zuur-basereactie die optreedt tussen beide componenten:
{\displaystyle {\ce {HI + H2O -> H3O+ + I-}}}
Water, dat met een pKa van 16 een veel minder sterk zuur is dan waterstofjodide, wordt geprotoneerd tot het hydroxonium-ion.
Waterstofjodide wordt aan de lucht spontaan geoxideerd tot waterstoftrijodide, dat een karakteristieke donkerbruine kleur bezit:
{\displaystyle {\ce {4HI + O2 -> 2H2O + 2I2}}}
{\displaystyle {\ce {HI + I2 -> HI3}}}
Net zoals met waterstofbromide en waterstofchloride ondergaan alkenen een additie met waterstofjodide, waardoor het overeenkomstig joodalkaan wordt gevormd:
{\displaystyle {\ce {HI + R-CH=CH2 -> R-CHI-CH3}}}

## Toepassingen
Waterstofjodide wordt in de industrie aangewend om kaliumjodide te bereiden:
{\displaystyle {\ce {2K + 2HI -> 2 KI + H2}}}
Dit kaliumjodide wordt in kleine hoeveelheden toegevoegd aan keukenzout.
De ontleding van waterstofjodide wordt in de zwavel-jodiumcyclus gebruikt voor de productie van waterstofgas.